# Carles Mani
Carles Mani i Roig (Móra d'Ebre, 1866 - Barcelona, 1911) foi um escultor espanhol.
Formado em Tarragona e Barcelona, prosseguiu os seus estudos em Madrid. Em 1894-1895 foi a Paris, onde ficou impressionado com o novo conceito introduzido pela escultura de Auguste Rodin. Por causa da miséria que passou teve de ser apoiado por Santiago Rusiñol. Voltou para Tarragona e Madrid, onde se envolveu com o pintor Nicanor Piñole e escritores da Geração de 98 (Pío e Ricardo Baroja, Bargiela Camilo e Ramon del Valle-Inclán), que lhe valorizaram a audácia inovadora que demonstrou a sua obra Os degenerados (1901). Antes de regressar a Barcelona, em 1906, teve de desfazer a obra, de tamanho natural, e refazê-la na Catalunha. Mostrou-a na Exposição Internacional de Arte em Barcelona, em 1907, onde causou sensação.
Antoni Gaudí ofereceu-lhe emprego, e passou a colaborar com ele na Casa Batlló, Casa Milà e no Templo Expiatório da Sagrada Família. Toda a vida se esforçou para construir um monumento aos heróis de Tarragona, de 1811, para o qual fez três projectos diferentes ao longo de sua vida. A Câmara Municipal fez um concurso para o monumento em 1910, e Mani foi convidado a participar, mas o prémio foi para Julio Antonio. Morreu a quatro dias da decisão do julgamento.
Entre as suas composições restam poucos exemplos, embora existam peças que se conhecem apenas por fotografias da época. A maioria das conhecidas está na Casa-Museu Gaudí no Parque Güell, em Barcelona, onde está o grande modelo de Os degenerados, mas há também obras no Museu Histórico de Tarragona, Museu de Ourense e Museu Nacional de Arte da Catalunha.